# Synodus hoshinonis
Anoli oreille noire
Espèce
Statut de conservation UICN

 LC 02 mars 2015 : Préoccupation mineure
Synodus hoshinonis est une espèce de poissons de la famille des Synodontidae.

## Systématique
L'espèce Synodus hoshinonis a été décrite pour la première fois en 1917 par Shigeho Tanaka,.

## Distribution
Cette espèce se croise le long des côtes japonaises, taïwanaises, philippines, tanzaniennes, de la mer Rouge et du nord de l'Australie

## Description
Synodus hoshinonis peut mesurer jusqu'à 26 cm, mais dont la taille moyenne se situe aux environs de 12 cm.
Cette espèce se trouve principalement près des côtes, à des profondeurs variant de 60 à 96 m.

## Étymologie
Son épithète spécifique, hoshinonis, vient du nom d'Isaburo Hoshino.

## Comportement

### Parasites
Les spécimens adultes sont victimes de nombreux ectoparasites, en particulier copépodes des genres Abasia et Metataeniacanthus, .

## Publication originale
- (ja) S. Tanaka, « [Six new species of Japanese fishes] », Dōbutsugaku Zasshi, Tokyo, vol. 29, no 340,‎ 37-40, p. 37-40 (ISSN 0044-5118).